# Der Zürich-Krimi: Borchert und die Stadt in Angst
Borchert und die Stadt in Angst ist ein Fernsehfilm aus der Kriminalfilmreihe Der Zürich-Krimi. Er wurde im Auftrag von ARD Degeto für Das Erste produziert. Der Erstausstrahlung der Doppelfolge (Episode 20 und 21) erfolgte am 5. und 12. Dezember 2024.

## Handlung
Hauptmann Furrer bittet Thomas Borchert, den Anwalt ohne Lizenz, und dessen Kanzleichefin Dominique Kuster, bei der Jagd nach einem Serienmörder mitzuhelfen. Borchert hält aber von der KI-basierten Fallanalyse der Profilerin Ayla Deniz wenig und vertraut lieber auf seine Intuition und Menschenkenntnis. Zwischen den vier Opfern (einem Studenten, einem Koch, einer Polizistin und einer Politikerin) gibt es keine offensichtlichen Verbindungen außer einer Pappschablone mit Sonne und Mond, die der „Zürich-Killer“ an den Tatorten hinterlässt. In Rückblenden wird mehrmals der schwere Verkehrsunfall einer Familie auf einer Landstraße zur Sonnenfinsternis im Vorjahr gezeigt. Im Laufe der Ermittlungen geschehen weitere Morde und ein erster Verdächtiger wird aufgrund der Fallanalyse festgenommen. Die Presse wird erst zwei Wochen nach dem ersten Mord informiert, was Zürich in Angst versetzt. Bei der Suche nach dem Täter ignorieren Borchert und Kuster die Mahnungen Furrers, vorsichtig zu sein. Am Ende des Teils 1 der Doppelfolge hat Kuster zu Fuß mit Borchert in der Stadt unterwegs einen schweren Unfall mit einem Kleintransporter.
Im Teil 2 sind es mittlerweile sechs Mordopfer, und Furrer hofft auf ein Geständnis eines Tatverdächtigen. Derweil fürchtet Borchert um das Leben von Kuster nach einem Mordanschlag, der als Unfall getarnt war. Aber auch er selbst gerät in die Schusslinie, was für ihn das klare Zeichen ist, auf der richtigen Spur zu sein. So interessiert sich Borchert immer mehr für einen Verkehrsunfall vor elf Monaten, bei dem eine Familie außer deren Vater starb. Während Furrer die Geduld verliert, geht Borchert dieser Tragödie nach.

## Hintergrund
Der Film wurde vom 29. August 2023 bis zum 23. Oktober 2023 in der Schweiz an Schauplätzen in Zürich, Schweiz sowie in der tschechischen Hauptstadt Prag gedreht.